# Convention de Londres (1786)
La Convention de Londres de 1786 ou Convention anglo-espagnole est un accord négocié entre le Royaume-Uni et l'Espagne portant sur le statut des colonies britanniques sur la côte des Mosquitos en Amérique centrale. Il est signé le 14 juillet 1786.
Selon les termes du traité de Paris de 1783 mettant fin à la guerre d'indépendance américaine, dont l'Espagne était partie prenante, les établissements britanniques implantés sur l'espace colonial espagnol d'Amérique devaient être évacués. Les colons anglais n'étaient pas d'accord et avançaient l'argument que cette région n'avait jamais été réellement sous le contrôle des Espagnols. La tension militaire s’accroît surtout lorsque les Anglais renforcent les fortifications de leur principal établissement sur le Black River situé aujourd'hui sur la côte du Honduras.
La convention du 1786 vise à éviter un affrontement direct. Le Royaume-Uni accepte d'évacuer tous ses établissements de la côte. Un peu plus de 2 000 colons sont transférés à Belize, à la Jamaïque, à Grand Cayman ou à Roatán. En échange les Britanniques obtiennent une augmentation des concessions pour l'abattage des acajous et autres feuillus dans la péninsule du Yucatán. Le contrôle de la Black River est remis aux Espagnols le 29 août 1787.
Durant le XIXe siècle et le XXe siècle, cette convention figure dans l'argumentaire guatémaltèque de revendication territoriale sur la frontière du Honduras britannique puis du Belize.